# Дуїно-Ауризіна
Дуїно-Ауризіна (вен. Doìn-Aurexina, словен. Devin-Nabrežina, італ. Duino-Aurisina, нім. Thübein-Nabreschin) — муніципалітет в Італії, у регіоні Фріулі-Венеція-Джулія,  провінція Трієст.
Дуїно-Ауризіна розташоване на відстані близько 440 км на північ від Рима, 12 км на північ від Трієста.
Населення — 8610 осіб (2014).

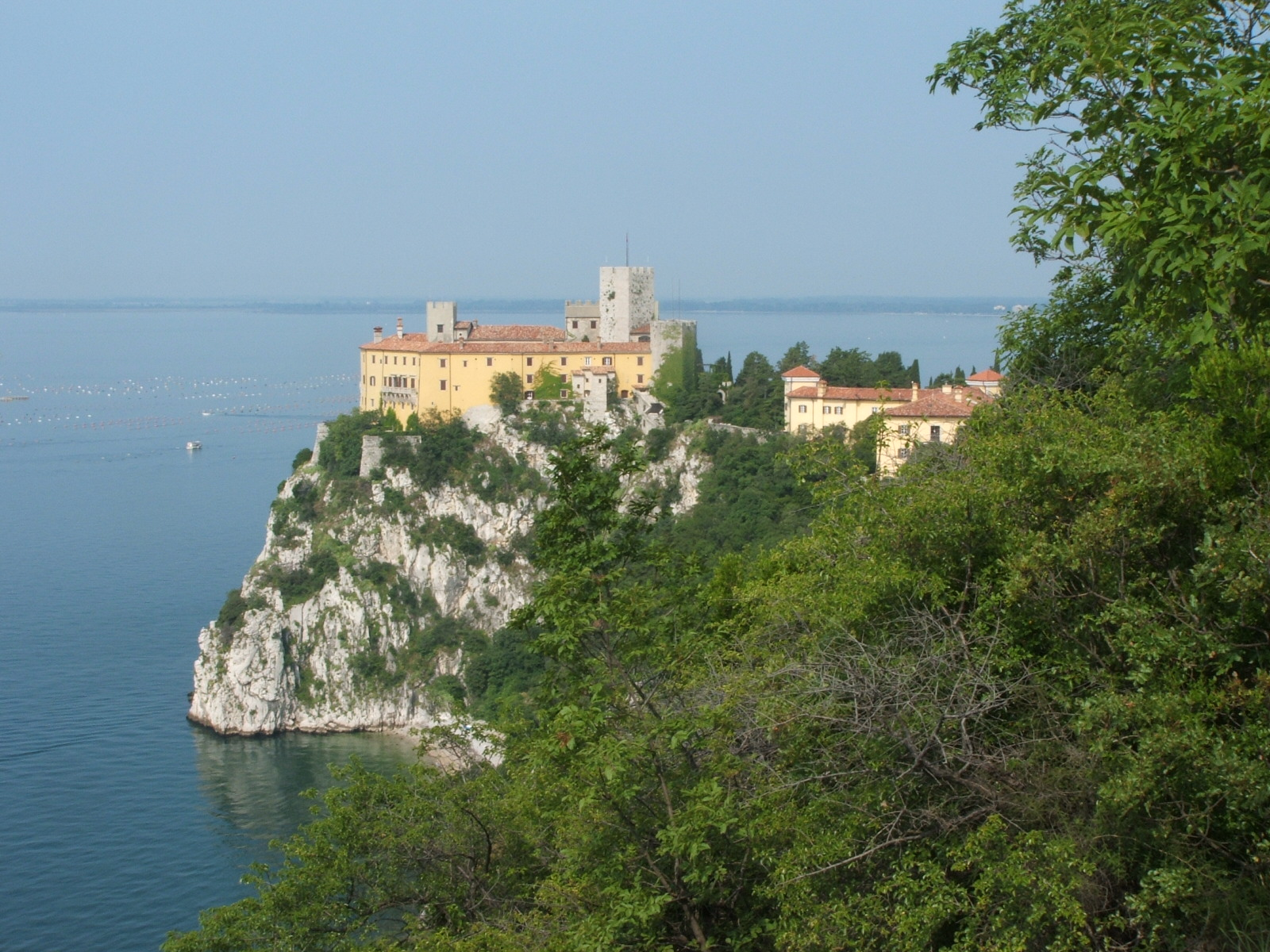

Щорічний фестиваль відбувається 16 серпня. Покровитель — святий Рох.

## Демографія
Населення за роками:

Станом на 1 січня 2023 року в муніципалітеті офіційно проживало 345 іноземців з 54 країн, серед них 156 громадян країн Євросоюзу та 24 громадяни України.

## Сусідні муніципалітети
- Монфальконе
- Добердо-дель-Лаго
- Сезана
- Комено
- Згоніко
- Трієст